# Chachimahiyuk
Chachimahiyuk /označava močvarnu travu/, jedna od skupina Atfalati Indijanaca iz porodice Kalapooian, koji su u prvoj polovici 19. stoljeća živjeli između danas nestalog jezera Wapato Lake i rijeke Willamette, na području današnjeg okruga Washington u Oregonu. 